# Mohan
Mohan là một thị xã và là một nagar panchayat của quận Unnao thuộc bang Uttar Pradesh, Ấn Độ.

## Địa lý
Mohan có vị trí 26°47′B 80°41′Đ / 26,78°B 80,68°Đ Nó có độ cao trung bình là 128 mét (419 feet).

## Nhân khẩu
Theo điều tra dân số năm 2001 của Ấn Độ, Mohan có dân số 13.553 người. Phái nam chiếm 54% tổng số dân và phái nữ chiếm 46%. Mohan có tỷ lệ 46% biết đọc biết viết, thấp hơn tỷ lệ trung bình toàn quốc là 59,5%: tỷ lệ cho phái nam là 51%, và tỷ lệ cho phái nữ là 40%. Tại Mohan, 17% dân số nhỏ hơn 6 tuổi.